# Melissa (Włochy)
Melissa – miejscowość i gmina we Włoszech, w regionie Kalabria, w prowincji Crotone.
Według danych na rok 2004 gminę zamieszkiwały 3253 osoby, 65,1 os./km².